# Родна кућа народног хероја Бошка Вребалова
Родна кућа народног хероја Бошка Вребалова поред историјске има и архитектонске вредности. Саграђена је 1912. године у стилу грађанске архитектуре и скоро је у потпуности сачувала свој некадашњи изглед. Одликује се солидном градњом, основом у облику ћириличног слова Г, пространим собама и гонгом са парапетима и стубовима који се са дворишне стране протеже уз оба тракта, с тим што је његов део уз улични тракт затворен прозорима. Кров је двосливан, покривен црепом. Улична фасада богато је декорисана. Изнад прозора је богата малтерска декорација у виду извијених барокних форми, флоралних мотива и женских глава.

## Галерија
- Детаљ фасаде
- Спомен-плоча на кући